# Gryonoides mirabilicornis
Gryonoides mirabilicornis (лат.) — вид наездников-сцелионид рода Gryonoides из подсемейства Teleasinae. Южная Америка.

## Распространение
Неотропика: Перу (Южная Америка).

## Описание
Мелкие перепончатокрылые насекомые: длина тела 2—3 мм. Gryonoides mirabilicornis отличается от всех других видов подсемейства телеазин наличием тилоидов (килеобразные структуры высвобождения и распространения половых феромонов) на члениках антенн A5 и A6 у самцов (подобные тилоиды характерны для представителей семейства Sparasionidae). Цвет усиков: скапус и педицель жёлтые, жгутик тёмно-коричневый. Цвет головы тёмно-коричневый. Цвет мезосомы: ноги, тегула, латеральные среднескутеллярные шипы, метанотум желтоватые, аксиллы, заднеспинка, латеральный край переднеспинки красноватый, остальная часть мезосомы чёрная. Цвет метасомы тёмно-коричневый. Имеют два мезоскутеллярных шипика, удлинённый наличник. Предположительно, как и близкие группы, паразитоиды яиц жужелиц. Вид был впервые описан в 2021 году канадским гименоптерологом Любомиром Маснером и американским энтомологом István Mikó.